# گروه هالا
گروه هالا (انگلیسی: Halla Group) شرکت خوشه‌ای کره‌ای است، که در سال ۱۹۶۲ تأسیس شد.